# 11 Comae Berenices
11 Comae Berenices (11 Com) – gwiazda w gwiazdozbiorze Warkocza Bereniki, należąca do typu widmowego G. Znajduje się około 290 lat świetlnych od Ziemi. Wokół gwiazdy krąży brązowy karzeł.

## Towarzysz
Wokół tego żółtego olbrzyma krąży obiekt niegwiazdowy, którego wysoka masa minimalna wskazuje, że jest brązowym karłem, a nie planetą.